# Карпентерсвілл (Іллінойс)
Карпентерсвілл (англ. Carpentersville) — селище (англ. village) в США, в окрузі Кейн штату Іллінойс. Населення — 37 983 особи (2020).

## Географія
Карпентерсвілл розташований за координатами 42°7′25″ пн. ш. 88°17′36″ зх. д. / 42.12361° пн. ш. 88.29333° зх. д. (42.123571, -88.293293).  За даними Бюро перепису населення США в 2010 році селище мало площу 20,98 км², з яких 20,47 км² — суходіл та 0,51 км² — водойми.

## Демографія
Згідно з переписом 2010 року, у селищі мешкала 37 691 особа в 10 852 домогосподарствах у складі 8660 родин. Густота населення становила 1797 осіб/км².  Було 11583 помешкання (552/км²).
Расовий склад населення:
| - 62,9 % — білих - 6,8 % — чорних або афроамериканців - 5,5 % — азіатів - 0,5 % — корінних американців - 20,9 % — осіб інших рас |

До двох чи більше рас належало 3,2 %. Частка іспаномовних становила 50,1 % від усіх жителів.
За віковим діапазоном населення розподілялося таким чином: 34,0 % — особи молодші 18 років, 60,8 % — особи у віці 18—64 років, 5,2 % — особи у віці 65 років та старші. Медіана віку мешканця становила 29,4 року. На 100 осіб жіночої статі у селищі припадало 101,5 чоловіків;  на 100 жінок у віці від 18 років та старших — 100,4 чоловіків також старших 18 років.
Середній дохід на одне домашнє господарство  становив 73 897 доларів США (медіана — 58 008), а середній дохід на одну сім'ю — 76 164 долари (медіана — 58 750). Медіана доходів становила 42 035 доларів для чоловіків та 31 019 доларів для жінок. За межею бідності перебувало 16,7 % осіб, у тому числі 27,2 % дітей у віці до 18 років та 7,0 % осіб у віці 65 років та старших.
Цивільне працевлаштоване населення становило 18 449 осіб. Основні галузі зайнятості: виробництво — 22,6 %, науковці, спеціалісти, менеджери — 14,6 %, освіта, охорона здоров'я та соціальна допомога — 14,3 %.